# Брестская уния

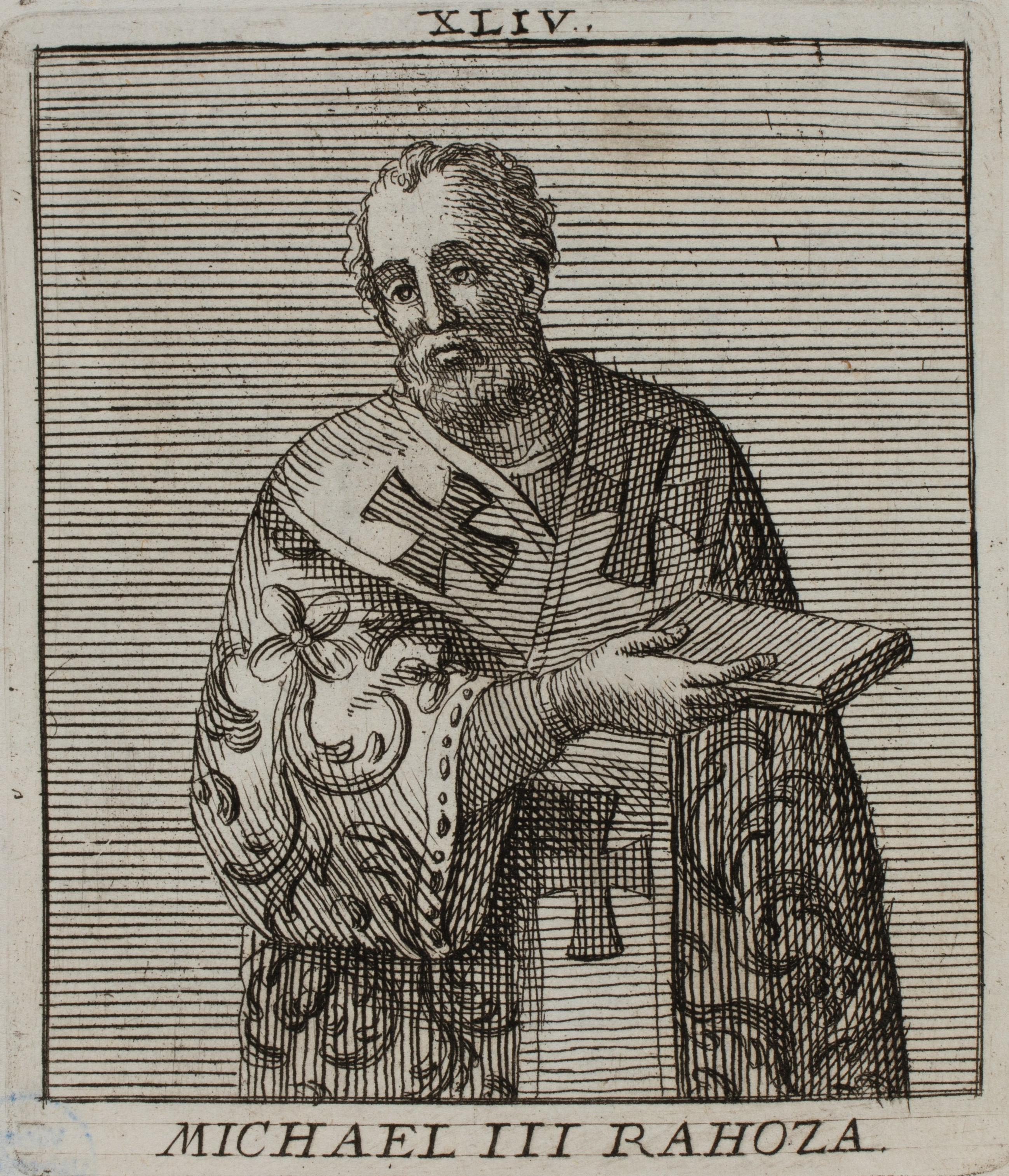
Михаил (Рогоза), Митрополит Киевский, Галицкий и Всея Руси

Брестская (Берестейская) церковная уния (1596) — решение ряда епископов Киевской митрополии Константинопольской православной церкви во главе с митрополитом Михаилом Рогозой о принятии католического вероучения и переходе в подчинение римскому папе с одновременным сохранением богослужения византийской литургической традиции на церковнославянском языке.
Акт о присоединении к Римско-католической церкви был подписан в Риме 23 декабря 1595 года и утверждён 9 (19) октября 1596 года в свято-Николаевском соборе города Брест. Состоявшийся в то же время в Бресте собор православного духовенства во главе с патриаршим экзархом Никифором, двумя епископами Киевской митрополии и князем Константином Острожским отказался поддержать унию, подтвердил верность Константинопольскому патриархату и предал отступников анафеме.
Брестская уния привела к возникновению на территории Речи Посполитой Русской униатской церкви. В 1700 году к грекокатолической церкви присоединилась Львовская, а в 1702 году — Луцкая епархии, что завершило процесс перехода православных епархий Речи Посполитой в грекокатолицизм.
В результате унии в Киевской митрополии произошёл раскол на униатов (грекокатоликов) и противников объединения с Римско-католической церковью. Правящие круги и католическая знать Речи Посполитой во главе с королём Сигизмундом III поддержали униатов, переведя традиционное православие на положение нелегальной и гонимой властями конфессии, а также передав её имущество униатам. С точки зрения властей Речи Посполитой, Брестская уния способствовала ослаблению притязаний Московского патриархата на земли Юго-Западной Руси и духовных связей православных в Речи Посполитой с Русским государством.
Подписание Брестской унии привело к долгой и временами кровавой борьбе между последователями двух конфессий на западнорусских землях. Четверть века православные Речи Посполитой, не принявшие Брестскую унию, оставались без митрополита. Православная Киевская митрополия была восстановлена лишь в 1620 году, когда православные киевские митрополиты вновь стали носить титул митрополита Киевского и всея Руси. В 1633 году митрополиту Петру Могиле удалось добиться признания православной церкви со стороны государства, но впоследствии дискриминация православия в Речи Посполитой вновь усилилась (диссидентский вопрос). На территории же Российской империи (в том числе на землях, отошедших к России от Речи Посполитой) гонениям подвергались приверженцы унии.
Постепенная ликвидация Брестской унии началась в конце XVIII века с присоединением к России Правобережной Украины и Белоруссии. 12 февраля 1839 года на Полоцком церковном соборе с Русской православной церковью было воссоединено более 1600 украинских (Волынь) и белорусских приходов с населением до 1,6 млн человек. 11 мая 1875 года в православие было возвращено 236 приходов с населением до 234 тыс. на Холмщине. Этот процесс продолжался и в дальнейшем. В марте 1946 года на Львовском церковно-народном соборе Украинской грекокатолической церкви (УГКЦ) Брестская уния была на территории СССР упразднена, а деятельность УГКЦ находилась под запретом советских властей до 1990 года.
В настоящее время грекокатоличество представлено Украинской, Русинской, Белорусской и Российской грекокатолическими церквями — поместными католическими церквями восточного обряда.

## Исторические предпосылки
После монгольского нашествия политическая жизнь, хотя и в некоторой зависимости от татар, продолжалась в Галицко-Волынском княжестве ещё 100 лет. Оторванная от своего естественного центра, Киева, она тянется к Западу, входит в разнообразные сношения с Венгрией, Австрией, Польшей, Германией, Римом. Впервые под давлением татарского ига возникает мысль о более тесной связи с Западом посредством унии с Римом, и эта мысль со времён Данила Галицкого не исчезает.

### Кризис Вселенского православия в XIII—XV вв.
В XIII—XV веках Вселенский патриархат переживал кризис. Это было непосредственно связано с общим кризисом, происходившим в Византийской империи. В 1204 году в рамках Четвёртого крестового похода Константинополь был захвачен крестоносцами и была образована Латинская империя.
В 1274 году на Втором Лионском Соборе между Константинопольской Церковью и папским престолом была заключена уния, которая позже была отвергнута Вселенским патриархатом.
- 1439 — Флорентийская уния.
- 1448 — Автокефалия Московской Митрополии.
- 1453 — Падение Константинополя и Византийской империи.

### Положение православия в Западной Руси
Среди основных причин, которые побудили высших иерархов Киевской митрополии принять решение об унии с Римско-католической церковью, называют, с одной стороны, внутренний кризис западнорусской православной церкви, рост напряжённости в отношениях между епископами и паствой во второй половине XVI века, а с другой — прозелитическую деятельность католического духовенства на украинско-белорусских землях. Уния не была случайным явлением; она не была и результатом одних лишь личных расчётов и своевольных действий отдельных представителей православной церковной иерархии — уния была обусловлена исторической жизнью русской православной церкви в Литве и явилась её прямым результатом.
В то время как в Галицкой Руси православному русинскому населению приходилось испытывать серьёзное давление со стороны польского католического большинства, на территории Великого княжества Литовского и в первой половине XVI века соблюдалось формальное равенство прав церквей и национальностей. Тем не менее, учитывая приоритет польской короны и католической веры, процесс полонизации общества и обращения его в католичество был неизбежным. Если до Кревской унии 1385 года жители северо-западной части Великого княжества Литовского придерживались традиционного язычества, а население западнорусских земель было крещено в православие ещё в период Киевской Руси, то с подписанием Кревской унии началось активное распространение католичества. В 1385 году великий князь Ягайло сам принял католичество, женился на наследнице польского престола Ядвиге и стал королём Польши, а в 1387 году Ягайло официально крестил Литву. Язычников прямо обращали в католичество; что же касается православных, то от них требовали только признания власти папы, не определяя наперёд, в чём будет заключаться их подчинение папскому престолу. Литовским и русским боярам, принявшим католичество, давалась привилегия владеть землёй без ограничений со стороны князей (шляхетское достоинство по польскому образцу). Таким образом, мысль об унии православной церкви с католической была высказана в Литве задолго до принятия Флорентийской унии. Главным препятствием было то, что западнорусская церковь подчинялась московскому митрополиту, а последний всегда был ревностным противником даже сближения с католической церковью и папским престолом.

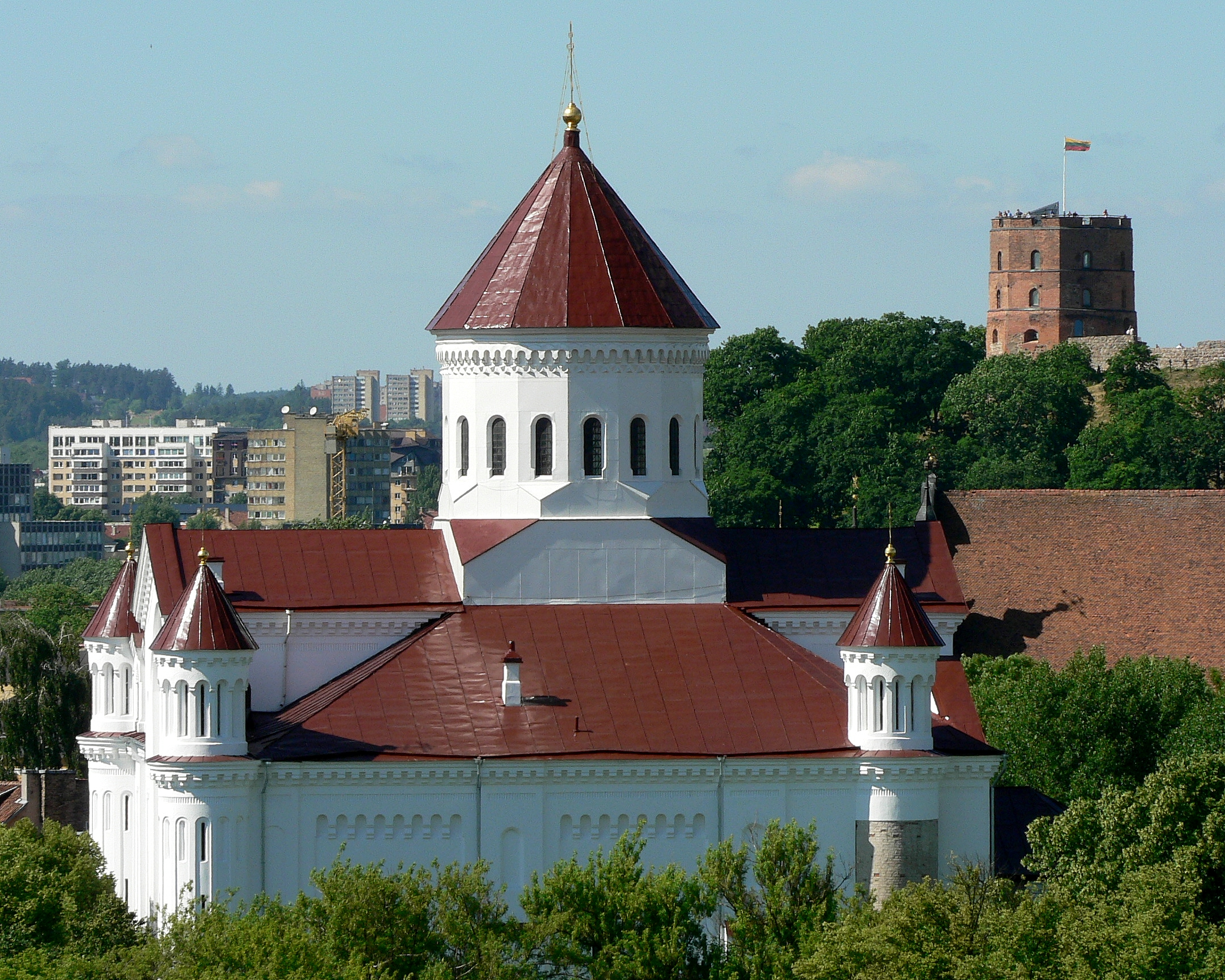
Собор Успения Богородицы в Вильне, основанный при великом князе Ольгерде в 1346 году. Кафедральный собор митрополитов Киевских и всея Руси в XV—XVI веках. Здание реконструировано в середине XIX века.

Когда в 1439 году была заключена Флорентийская уния, в Литве её признали, уравняв права католического и православного духовенства. Поначалу это не имело большого значения, поскольку московский митрополит Исидор, способствовавший принятию Флорентийской унии, по возвращении в Москву был лишён сана и смещён. Однако в 1458 году, при польском короле и великом князе литовском Казимире IV, в Киеве, несмотря на протесты московского князя Василия II и московского митрополита Ионы, была образована митрополия в составе Константинопольской православной церкви, независимая от Московской митрополии. Уже во второй половине XV века для обращения православных в католичество на западнорусских землях был основан ряд бернардинских монастырей. Часть русской знати переходила в католическую веру через браки с католическими фамилиями. Территории православных епархий покрывались поместьями дворян-католиков, а король, ускоряя этот процесс, изымал части православных епархиальных территорий, население которых переходило в католичество, передавая их в управление католическим епископам. Митрополитами Киевскими, Галицкими и всея Руси в XVI веке становились шляхтичи — семейные, богатые люди.
И всё же к этому времени большая доля западнорусской знати принадлежала пока к православной церкви. За ней числилось пятьдесят монастырей, двадцать храмов в столице Вильне и окрестностях, двенадцать в Пинске, восемь в Овруче, семь в Полоцке, не считая монастырских. Β Гродно было шесть православных храмов, во Львове — девять.

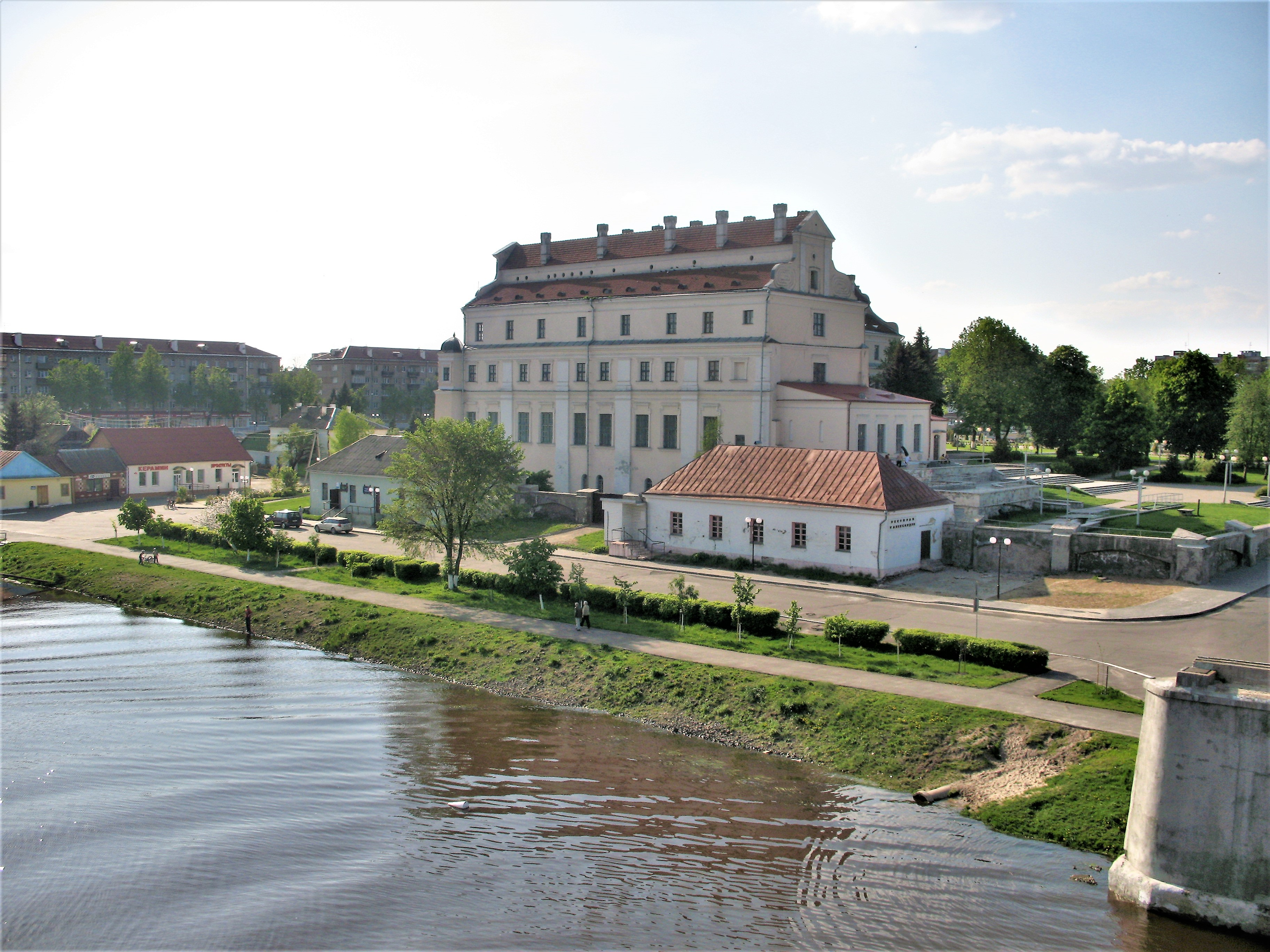
Иезуитский коллегиум в Пинске

При Сигизмунде II Августе в Польшу, а затем и в Литву стал проникать протестантизм. Король покровительствовал протестантам и, будучи вообще человеком веротерпимым, не отказывал в своей защите и православным. Только в конце своего царствования он стал подпадать влиянию католиков, в особенности папского нунция Коммердони. В 1564 году епископ-кардинал Станислав Гозий призвал в Польшу иезуитов.
Люблинская уния 1569 года, объединившая Литву и Польшу в конфедеративное государство, ускорила процесс полонизации и латинизации русской знати. Это лишало православную церковь материальной поддержки, ведь именно князья и знатные роды строили храмы и открывали при них школы. Православным христианам, жившим в пределах Польско-Литовского государства, были обещаны свободное исповедание православной веры, использование русского языка в официальных документах и прочие права наравне с католиками. Но последующие события показали, что католическая власть не намеревалась соблюдать эти гарантии Люблинской унии, ограничив и стеснив православных в их правах.
В то же время Польское королевство на волне Контрреформации испытывало религиозный подъём. После Тридентского собора (1545—1563) Римско-католическая церковь начала оправляться от удара, нанесённого ей Реформацией, и восстанавливать утраченные позиции. Прозелитическая деятельность католиков, пришедшая в упадок с началом Реформации, резко оживилась с 1570-х годах. В 1569 году иезуиты были призваны в Вильну виленским епископом Валерианом Протасевичем. Как в Польше, так и в Литве они имели целью борьбу с протестантизмом; но с ним они скоро покончили, обратили своё внимание на православных и в значительной степени подготовили унию. Хорошо подготовленные и высоко образованные богословы, как правило, побеждали в богословской полемике с православными. Опираясь на королевскую власть, иезуитские идеологи двинулись на Восток, где их наступлению с трудом противостояли православные полемисты и отдельные западнорусские магнаты. Лишь мещанство, в большей степени остававшееся верным православию, давало иезуитам ощутимый политический отпор, объединяясь в церковные братства.
Король польский и великий князь литовский Стефан Баторий (1576—1586), декларировавший личную приверженность католицизму, в течение пяти лет основал иезуитские коллегиумы в Люблине, Полоцке, Риге, Калише, Несвиже, Львове и Дерпте. В связи с нацеленностью внешней политики на восток Баторий стремился развивать инфраструктуру государственного управления в границах Великого княжества Литовского, планировал перенести столицу Речи Посполитой в Гродно и поддержал иезуитов в стремлении создать в Литве высшее учебное заведение. 1 апреля 1579 года он выдал привилей, согласно которому учреждённая в 1570 году в Вильне иезуитская коллегия преобразовывалась в Академию и университет Виленский Общества Иисуса (Almae Academia et Universitas Vilnensis Societatis Jesu).
Благоприятные условия для деятельности иезуитов лежали и в тогдашнем состоянии западнорусской православной церкви. Польско-литовским королям издавна принадлежало право утверждать лиц, избранных иерархией или народом на высшие духовные должности. Стефан Баторий понимал это право так широко, что сам и избирал, и назначал высших духовных лиц. На духовные должности он нередко назначал мирян, к тому же не всегда достойных духовного сана, в качестве вознаграждения за оказанные услуги. Поставленные таким образом иерархи, не подготовленные к исполнению архипастырских обязанностей, озабоченные прежде всего обогащением себя и своих родственников, ведшие неподобающий образ жизни, всё больше вызывали к себе враждебное отношение паствы.
Серьёзное влияние на развитие ситуации оказал существовавший в Польше и Литве институт патроната. С одной стороны, патронат давал отдельным лицам, как, например, князю К. К. Острожскому, возможность оказывать существенную поддержку православной церкви в её борьбе с католичеством; с другой стороны, патронат, предоставляя мирянам право вмешиваться в дела церкви, открывал широкий простор произволу и насилию, как это и было в Литве в период насаждения унии. Патронат в западнорусской церкви получил особенно широкое и своеобразное развитие. Он принадлежал не только отдельным лицам, отдельным родам, но и городским общинам, которые группировались для этого в церковные братства. Наиболее влиятельными были львовское братство в Галиции, виленское в Литве и богоявленское в Киеве. Братства принимали участие в выборе епископов и митрополитов, следили за управлением церковным имуществом, протестовали против злоупотреблений епископов и вообще лиц духовных, защищали интересы церкви перед властью и т. п. Епископы и лица духовные тяготились вмешательством братств в церковные дела. У некоторых епископов было желание отделаться от нежеланной опеки; это вызывало на борьбу с братствами и впоследствии даже побуждало к переходу в унию.
В этих условиях группа представителей высшей православной иерархии начала склоняться к мысли о целесообразности унии с католической церковью. В основе таких настроений лежали и личные интересы духовенства (желание сберечь собственные земельные владения и сравняться в политических правах с католическим духовенством), и стремление владык вывести церковь из кризиса. Тайное обсуждение этих планов продолжалось несколько лет. Когда же они стали известны православной общественности, против них, помимо князя Острожского, выступило мелкое западнорусское дворянство, православный клир среднего звена, мещанство, а также новое сословие — казачество.

## История заключения Брестской унии

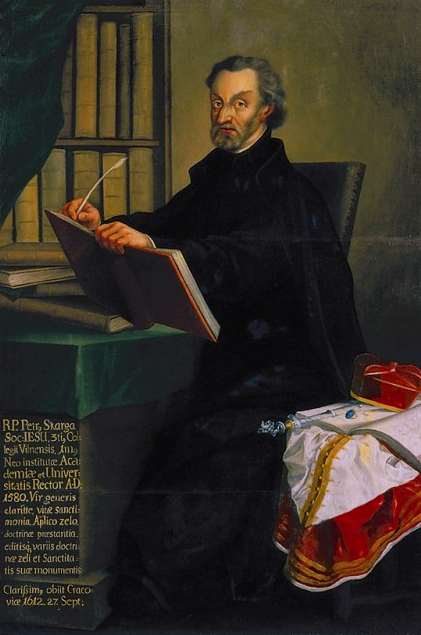
Идеолог Брестской унии иезуит Пётр Скарга

Для деятелей католической церкви того времени было характерно мнение, что «русские» (восточные славяне) вступили в «схизму» не по собственному убеждению, но следуя авторитету Константинопольской Патриархии, и следуют этим «заблуждениям» лишь по привычке, поэтому их можно легко привести к союзу с Римско-католической церковью.
Предложения с подробным перечислением выгод, которые может принести «русской» Церкви и «русскому» обществу такое соединение, были изложены в опубликованном в 1577 году сочинении иезуита Петра Скарги «О единстве Церкви Божией под единым пастырем». Скарга предлагал польским католикам вступить в переговоры с православными епископами и вельможами на территории Речи Посполитой с целью заключения локальной унии, не принимая во внимание позиции Константинопольского Патриарха, которому подчинялась Киевская митрополия. При этом Скарга считал возможным для православных сохранение своих обрядов при условии признания власти папы и принятия католических догматов.
В 1580-х годах представления о том, что духовенство Киевской митрополии могло бы подчиниться римскому папе на условиях, выработанных на Флорентийском соборе, излагал в своих сочинениях папский легат Антонио Поссевино. В 1581 году он побывал в Москве, где добился аудиенции у царя Иоанна Грозного, имел с ним богословский диспут и вручил ему сочинение «О разностях между римским и греческим вероисповеданиями». По возвращении в Рим Поссевино представил папе отчёт о своей деятельности. Объяснив неодолимые трудности, с которыми связаны попытки введения католичества в России, он обратил внимание папы на западнорусскую церковь в польско-литовских владениях, предложив усилить католическое влияние именно в этих землях. В 1590 году вновь была переиздана книга Скарги, которая была хорошо известна и православным, о чём свидетельствует существование православных полемических откликов на это сочинение. Именно эти предложения и привлекли к себе пристальное внимание ряда православных епископов Киевской митрополии в начале 1590-х годов.
В 1589 году в Москве было учреждено патриаршество, что легализовало фактически автокефальное управление епархиями Московской митрополии. Константинопольский патриарх Иеремия II, возвращаясь из поездки в Москву в связи с учреждением патриаршества, провёл несколько месяцев в пределах Польско-Литовского государства. Здесь он в ответ на просьбу князя К. К. Острожского навести порядок в западнорусской церкви согласился сместить киевского митрополита Онисифора Девочку, заменив его архимандритом Минского Вознесенского монастыря Михаилом (Рогозой), которого он тут же возвёл в сан митрополита. В то же время патриарх, не вполне доверяя новому митрополиту, назначил своим экзархом Луцкого епископа Кирилла (Терлецкого), которому предоставил право надзора и суда над западнорусскими священниками, а своим прототронием назвал Владимирского епископа Мелетия (Хребтовича). Патриарх также сместил с церковных кафедр всех архиереев, обвинявшихся в двоежёнстве и троежёнстве, установил на будущее порядок замещения кафедр монахами и расширил права церковных братств в отношении архиереев. Епископу Турово-Пинскому Леонтию (Пельчинскому) патриарх пригрозил низвержением из сана за сокрытие священников-двоежёнцев. В споре между львовским епископом Гедеоном (Балабаном) и Львовским братством за обладание монастырями Онуфриевским и Уневским патриарх принял сторону братства, утвердив за ним право патроната над монастырями. И уже перед самым отъездом из Западной Руси, 13 ноября 1589 года, патриарх даровал новую грамоту Львовскому братству, в которой все данные ему привилегии ограждались анафемой, явно направленной против епископа Гедеона (Балабана).
Действия патриарха вызвали резкое недовольство попавших в опалу иерархов западнорусской церкви. Этим сумели воспользоваться иезуиты, раздувая его, доказывая своеволие патриарха, указывая на его противоречивые грамоты. К недовольству мерами патриарха добавились новые притеснения властей в отношении православных. Среди епископов и знати начали подумывать об унии с Римско-католической церковью как выходе из сложившейся для западнорусской церкви тяжёлой ситуации. Первым высказал намерение принять унию львовский епископ Гедеон (Балабан). Он привлёк на сторону заговорщиков Кирилла (Терлецкого), с которым до тех пор находился во вражде.
Вмешательство патриарха Иеремии в дела западнорусской церкви заставило местный епископат пытаться самостоятельно искать пути выхода из кризиса — в частности, через воскрешение и оживление практики проведения местных соборов, заброшенной с начала XVI века. Первый собор был назначен на июнь 1590 года, после Троицы. По примеру прежних русских соборов, на него пригласили не только епископов, но и настоятелей монастырей, представителей приходского духовенства, послов от братств и православного дворянства. Епископы Кирилл (Терлецкий), Гедеон (Балабан), Леонтий (Пельчинский) и хелмский Дионисий (Збируйский) пытались склонить митрополита к тому, чтобы созвать собор для обсуждения церковных неурядиц без участия мирян. Не получив на это согласия митрополита, они встретились несколько раньше и договорились принять унию. Намерение своё они, однако, держали в тайне и на Брестском соборе 1590 года предложили только жаловаться королю на притеснения православной церкви. Констатировав, что Церковь терпит гонения со стороны католиков и протестантов, страдает от произвола светских патронов и внутренних нестроений, участники Собора приняли решение о ежегодном созыве Соборов, причём за неявку на Собор без уважительной причины виновному угрожало лишение сана. Из конкретных вопросов Собор рассмотрел спор между епископом Гедеоном (Балабаном) и Львовским братством. Епископ был осуждён за попытки подчинить себе братство в нарушение привилегий, предоставленных братству Константинопольским патриархом.
24 июня 1590 года епископы Луцкий, Холмский, Турово-Пинский и Львовский обратились к польскому королю Сигизмунду III с посланием, в котором выразили желание подчиниться власти папы как «единого верховного пастыря и истинного наместника св. Петра», если король и папа утвердят «артикулы», которые представят им епископы. В послании не было ни слова ο вероучении и догматах. Епископов интересовал лишь вопрос ο гарантиях безопасности. Ответ Сигизмунда последовал лишь в марте 1592 года. Одобрив намерения епископов, король гарантировал, что они сохранят за собой свои кафедры, какие бы санкции по отношению к ним не предприняли патриарх и митрополит.
Осенью 1592 года Львовское братство обратилось к Патриарху с просьбой созвать Собор с участием Патриаршего экзарха, на котором состоялся бы суд над недостойными епископами. Вызванный на Собор 1593 года Гедеон (Балабан), ранее отстранённый митрополитом от управления епархией и не подчинившийся этому решению, не пожелал явиться на Собор и был отлучён от Церкви.
Тем временем среди епископов шла внутренняя агитация. К концу 1594 года уговорили вступить в заговор и перемышльского епископа Михаила (Копыстенского), и самого митрополита Михаила (Рогозу). Оставался только полоцкий епископ Нафанаил, но он был уже стар и умер в начале 1595 года. К концу 1594 года сговор, таким образом, охватил почти всех высших иерархов. Новым шагом в сторону унии стала встреча четырёх епископов Кирилла (Терлецкого), Гедеона (Балабана), Михаила (Копыстенского) и Дионисия (Збируйского)), состоявшаяся в конце 1594 года в Сокале. Совещанию предшествовал церковный Собор, на котором представители братств и православного дворянства вновь подвергли критике действия архиереев. Противоречия между епископами и паствой к этому времени достигли такой остроты, что на Собор, созванный митрополитом Михаилом (Рогозой), бо́льшая часть епископов не явилась вообще. На совещании в Сокале были составлены и подписаны «артикулы» — условия, обращённые к римскому папе Клименту VIII и польскому королю Сигизмунду III, на которых епископат Киевской митрополии готов был признать церковную юрисдикцию папы римского. После этого Кирилл поехал к митрополиту Михаилу и убедил его также подписать этот текст. Со своей стороны, с митрополитом переписывался и Ипатий Потий (Поцей) — новоназначенный епископ владимирский, который быстро сошёлся с Кириллом (Терлецким) и Гедеоном (Балабаном) и сделался главным приверженцем унии. Митрополит вёл себя крайне нерешительно, по-прежнему продолжая выставлять себя ревнителем православия в общении с представителями православной знати. Тем временем Кирилл (Терлецкий), по полномочию епископов, съезжавшихся в Сокале, вёл тайные переговоры с латинской иерархией об условиях унии. Β начале 1595 года Кирилл для этого вторично выезжал в Краков, где встречался с папским нунцием и другими римско-католическими епископами.
Между тем замысел высшего духовенства принять унию уже невозможно было дольше скрывать. В марте 1595 года влиятельнейший православный вельможа князь К. К. Острожский узнал о намерениях западнорусских епископов и предал их гласности, что вызвало протесты со стороны православной паствы. Сам митрополит Михаил (Рогоза) через епископов Кирилла и Ипатия обратился к королю за протекцией — ему было необходимо захватить Киево-Печерскую лавру, и он её получил: король издал указ ο передаче Лавры в непосредственное ведение митрополита, а затем добыл у папы Климента VIII подписанный указ на владение Лаврой в случае принятия митрополитом Михаилом унии.
Окончательное оформление «артикулы» получили в коллективном акте с подписями митрополита, епископов Кирилла, Леонтия и Кобринского архимандрита Ионы Гоголя, датированном первым июня 1595 года. Условия унии сводились к следующему: неприкосновенность православных догматов и обрядов, подчинение церкви папе, охрана прав иерархов от притязаний панов и братств, сохранение церковных имений, приобретение для высшего духовенства сенаторских званий, ограждение западнорусской церкви от влияния греков. Согласно «артикулам», Киевский митрополит должен был сохранить право ставить епископов западнорусской митрополии без вмешательства Рима, а польский король должен был способствовать утверждению власти епископов над паствой: подчинить им приходское духовенство, школы, типографии и братства, назначать епископов по рекомендации Собора епископов митрополии и добиться уравнения в правах католического и униатского духовенства. Таким образом, западнорусские епископы стремились заручиться поддержкой Римско-католической церкви в своих конфликтах с паствой, надеясь, однако, получить автономию как по отношению к Риму, так и по отношению к светским властям. Ряд статей предусматривал запрет перехода из унии в католицизм, превращения православных храмов в костёлы, принуждения «русских» к переходу в католичество при заключении смешанных браков. Западнорусские архиереи рассчитывали, что отношения с Римом будут строиться по образцу отношений с Константинопольскими патриархами, которые не вмешивались во внутреннюю жизнь Киевской митрополии. На католиков западнорусские архиереи, даже приняв решение подчиниться Риму, продолжали смотреть как на приверженцев иного исповедания.
Двенадцатым июня 1595 года датировано сопровождающее «артикулы» «Соборное послание к папе Клименту VIII», под которым стояли подписи митрополита Михаила, наречённого епископа Полоцкого Григория и епископов: Луцкого Кирилла (Терлецкого), Владимирского Ипатия (Потея), Перемышльского Михаила (Копыстенского), Львовского Гедеона (Балабана), Холмского Дионисия (Збируйского), Пинского Леонтия (Пельчицкого), a также Кобринского архимандрита, наречённого епископа Пинского, Ионы Гоголя. Как пишет в своих «Очерках по истории Русской Церкви» А. В. Карташёв, «Униатские писатели придумывают для этого акта будто бы собор в Бресте, но этого ничем подтвердить нельзя. Подписи собраны отдельно у каждого епископа. Так русский епископат, проникшийся латинским духом иерархизма и клерикализма, через грубый обман паствы, методом властной интриги наладил унию и гарантировал её защитой верховной государственной власти».
25 июня 1595 года князь Острожский обратился к православным Речи Посполитой с окружным посланием, в котором призвал их твёрдо держаться своей веры и не признавать епископов, согласившихся на унию с Римом, своими пастырями. Против унии выступили братства, значительная часть православной шляхты, многие представители духовенства. Под влиянием массовых волнений епископы Гедеон (Балабан) и Михаил (Копыстенский) отказались от участия в переговорах об унии и заявили о своей верности православию. Князь Острожский обратился к королю с просьбой о созыве Собора для обсуждения сложившегося положения, но 28 июля король просьбу отклонил, предложив православным повиноваться своим епископам. Одновременно он обещал оказать митрополиту всемерную защиту от лица государственной власти и ходатайствовать перед папой о том, чтобы все просьбы, изложенные в епископских «артикулах», были приняты.
В грамотах от 30 июля и 2 августа 1595 года Сигизмунд III обещал содействовать укреплению власти униатских епископов над паствой и согласился, чтобы кандидатов на освободившиеся кафедры ему предлагал Собор епископов, но никаких решений об уравнении в правах униатского и католического духовенства принято не было. Польская католическая церковь в переговорах о заключении унии не участвовала и никаких обязательств в этом отношении на себя не взяла. В дальнейшем католическая церковь в Речи Посполитой твёрдо отстаивала своё привилегированное положение и не желала идти на уступки униатам, отдавая предпочтение прямому обращению православных в католицизм.
Находившийся в Яссах экзарх Константинопольского патриарха Никифор 17 августа 1595 года обратился с посланием к епископам и православным Киевской митрополии. Епископов он призывал покаяться — если же этого не произойдёт, то Никифор предлагал православным не признавать архиереев-униатов своими пастырями и прислать к нему кандидатов для поставления на епископские кафедры. Западнорусские архиереи оказались в критическом положении: они могли теперь сохранить за собой свои кафедры лишь при поддержке королевской власти, а такая поддержка могла быть оказана лишь после заключения унии, поэтому они стали торопиться с отправкой в Рим послов для совершения торжественного акта «подчинения» Киевской митрополии папе.
В ноябре 1595 года Кирилл (Терлецкий) и Ипатий (Потей) отправились в Рим. Папа и его окружение в полной мере воспользовались затруднительной ситуацией, в которой оказались западнорусские иерархи. Представленные ими «артикулы» официально не обсуждались, об их утверждении папой и принятии им на себя каких-либо обязательств по отношению к духовенству Киевской митрополии не было и речи. Киевская митрополия не рассматривалась в Риме как равноправная участница диалога, с которой можно обсуждать какие-либо вопросы и заключать соглашения. К епископам Киевской митрополии и их пастве отнеслись как к «схизматикам», ходатайствующим о их принятии в лоно Римской Церкви. Акт «подчинения» Киевской митрополии Риму состоялся 23 декабря 1595 года, когда западнорусские епископы, поцеловав туфлю понтифика, принесли присягу повиновения Римскому престолу «по форме, предписанной для греков, возвращающихся к единству Римской Церкви», заявив от имени западнорусского духовенства и паствы о полном принятии католицизма как догматического и церковного учения, включая определения Тридентского собора. Ни о каком сохранении каких-либо особенностей православного вероучения не было и речи.
21 января 1596 года папа утвердил апостольскую конституцию «Magnus Dominus», в которой был изложен весь процесс прихода послов и порядок заключения унии. Акт кончался словами: «Мы, настоящим нашим постановлением принимаем досточтимых братьев, Михаила архиепископа — митрополита и проч. епископов русских со всем их клиром и народом русским, живущим во владениях польского короля, в лоно католической церкви, как наших членов во Христе. И во свидетельство такой любви к ним, по апостолическому благоволению, дозволяем им и разрешаем все священные обряды и церемонии, какие употребляют они при совершении божественных служб и святейшей литургии, также при совершении прочих таинств и других священнодействий, если только эти обряды не противоречат истине и учению католической веры и не препятствуют общению с римской церковью, — позволяем и разрешаем, несмотря ни на какие другие противоположные постановления и распоряжения апостольского престола». В память этого знаменательного события были выбиты из золота и серебра памятные медали с надписью «Ruthenis receptis».
Изданная 23 февраля 1596 года папская булла «Decet Romanum Pontificem», адресованная митрополиту Киевскому, Галицкому и всея Руси Михаилу (Рогозе), не предусматривала автономии для Киевской митрополии, но гарантировала невмешательство светских властей в епископские назначения и уважение к восточной литургической традиции. Климент VIII дал разрешение ставить епископов и митрополита на месте, но каждый новый митрополит должен был обращаться в Рим за утверждением в сане.
Таким образом, добиться какой-либо особой автономии для своей Церкви епископам не удалось. Принятые в Риме решения положили начало неуклонному процессу ограничения автономии униатской церкви и сближению её внутренней жизни с порядками в других частях католического мира. При этом Римская курия не предприняла усилий для того, чтобы побудить польскую церковь согласиться на уравнение в правах католического и униатского духовенства.
В то же время нарастающий конфликт с паствой уже не позволял отказаться от объединения с Римом, хотя и заставил некоторых его сторонников перейти в лагерь противников унии. Результаты пребывания епископов в Риме обеспечили сторонникам унии полную поддержку польского короля Сигизмунда III, который предписал местным органам власти подавлять выступления противников унии.
Выступления православных против организаторов унии продолжались. На Варшавском сейме (март-май 1596 г.) князь К. К. Острожский, выступая от имени православных дворян ряда воеводств Речи Посполитой, потребовал, чтобы у епископов, отступивших от православия, были отобраны кафедры и переданы православным в соответствии с традиционными нормами права. Когда король отказался это сделать, православные дворяне — противники унии заявили, что не признают организаторов унии своими епископами и не позволят им осуществлять свою власть на территории их владений. Против унии продолжали выступать и братства, и многие представители духовенства. Однако свободе общественного и религиозного самоопределения приходил конец. Уния стала государственной программой, а борьба с ней рассматривалась как политический бунт. Первым было наказано Виленское братство — универсалом короля от 22 мая 1596 года митрополиту было приказано судить виленских братчиков как бунтовщиков и изгнать из Троицкого монастыря.
14 июня 1596 года был опубликован королевский универсал: «Имея в виду древнее соединение церквей восточной и западной, всегда способствовавшее возвышению и процветанию государства, и подражая примеру великих государей… среди других наших государственных забот мы обратили наше внимание на то, чтобы людей греческой религии в нашем государстве привести к прежнему единству с католической церковью римской, под властью одного верховного пастыря. С этой целью… отправлены были в Рим послами к папе владыки Владимирский и Луцкий. Побывав у св. отца, они уже вернулись назад и не принесли оттуда с собой ничего нового и противного вашему спасению, ничего отличного от ваших обычных церковных церемоний. Напротив, согласно с древним учением свв. отцов греческих и св. соборов, сохранили вам всё в целости, ο чём и имеют дать вам подробный отчёт. И так как немало знатных людей греческой веры, желающих св. унии, просили нас, чтобы мы для окончания этого дела велели собрать собор, то мы и позволили вашему митрополиту Михаилу Рогозе созвать собор в Бресте, когда он с другими вашими старшими духовными признает то наиболее удобным. Мы уверены, что вы сами, когда хорошо подумаете, не найдёте для себя ничего полезнее, важнее и утешительнее, как святое соединение с католической церковью, которая водворяет и умножает между народами согласие и взаимную любовь, охраняет целость государственного союза и прочие блага земные и небесные». На собор приглашались «католики римского костёла и греческой церкви, которые к этому единству принадлежат». Участие православных ограничивалось следующим положением: «Будет вольно и всякому православному явиться на собор, только со скромностью и не приводить с собой толпы». Возможность участия в работе собора представителей протестантства, с которыми у князя Острожского к этому времени были налажены контакты на почве совместного противостояния католицизму, было таким образом исключено.
21 августа 1596 года митрополит Киевский, Галицкий и всея Руси Михаил (Рогоза) назначил начало Собора на 6 октября. Король направил в Брест своих представителей во главе с троцким воеводой Н. К. Радзивиллом, которого сопровождал военный отряд. На соборе, помимо папских легатов и уполномоченных от короля, присутствовали митрополит Михаил (Рогоза) и с ним пять епископов — Луцкий, Владимиро-Волынский, Полоцкий, Пинский и Холмский. Двое из семи епископов, Гедеон (Балабан) и Михаил (Копыстенский), остались на стороне православных. Но почти под всеми документами, предрешившими унию, их подписи, данные авансом, уже имелись. Таким образом, формально под программой собора стояли подписи всего западнорусского епископата.
Патриархи Восточной церкви направили на собор своих послов: александрийского патриарха представлял протосинкелл Кирилл Лукарис, который преподавал в Острожской школе с 1594 года, а вселенского патриарха — протосинкелл Никифор, с 1592 года являвшийся патриаршим экзархом в Молдавии и Польше. По приезде в Польшу Никифор был арестован в пограничном Хотине, но, по ходатайству православных, был освобождён. Православную сторону, помимо двух епископов, отказавшихся поддержать унию, представляли настоятели наиболее чтимых православных монастырей: Киево-Печерского, Супрасльского, Жидичинского, Дерманского, послы «всего виленского клироса», многие протопопы — представители духовенства своих округов, православные дворяне во главе с князем Острожским, послы братств. Русское православное общество постаралось обеспечить себе канонически безупречное и максимально солидное представительство как от дворянства, так и от магистратов. В нарушение буквы королевского указа мобилизовались в качестве сочувствующих местные брестские протестанты. Сам князь Острожский прибыл в Брест под вооружённой охраной отряда из татар и гайдуков с пушками.
В назначенный день митрополит Михаил (Рогоза), не пригласив и даже не поставив в известность православную сторону, собрал епископов в церкви св. Николая— кафедральном соборе Бреста — и после литургии и молебна официально открыл собор. Все другие церкви Бреста были по приказу Ипатия (Потея) закрыты для православных, которым удалось найти для себя место лишь в частном доме протестанта пана Райского. 6 октября православные собрались здесь в ожидании приглашения от митрополита, но, не дождавшись его в течение всего дня, открыли свой собственный собор, который возглавил экзарх Никифор, имевший соответствующие письменные полномочия от Константинопольского патриарха. Желая установить формальное общение с митрополитом Михаилом, патриаршие экзархи Никифор и Кирилл Лукарис направили ему приветствие и приглашение встретиться для обсуждения организации соборных заседаний, однако митрополит не принял ни депутацию духовных лиц, ни князя Острожского. Стало ясным, что правительственный собор решил игнорировать православных.
7 октября делегация духовных послов добилась свидания с митрополитом, который принял их «с яростью и презрением» и сказал, что никакого ответа на их вопрос не будет. 8 октября третье посольство направилось к митрополиту, но уже вскоре вернулось с ответом от епископов: «Что нами сделано, то сделано. Иначе переделывать мы не можем. Худо ли, хорошо ли, но мы уже соединились с западной церковью». Дорога к открытию православного собора была таким образом расчищена. Экзарх Никифор после своего выступления предложил делегациям представить мнения православных «с мест». Главные тезисы заключались в следующем:
- русские епископы, поддержавшие унию, — вероотступники, подлежащие наказанию лишением сана;
- без согласия восточных патриархов один местный собор в Бресте не вправе решать вопрос об унии; такое решение незаконно, неканонично и не имеет обязательной силы.

Заседание было прервано прибытием послов от короля, в числе которых был сам Пётр Скарга. Их принял в отдельной комнате князь Острожский с епископами Гедеоном (Балабаном) и Михаилом (Копыстенским), а также представителями от духовных и светских участников православного собора. Королевские послы обвинили православных в нелояльности и приводе вооружённой охраны, а также в связях с еретиками-протестантами и экзархом Никифором, который был охарактеризован как союзник турок и враг Польши. Мирян — русских шляхтичей убеждали во имя Бога и отечества не вступать на путь измены и патриотически принять унию. Депутаты православной стороны, терпеливо выслушав упрёки и обвинения, пообещали довести их до сведения собора. В тот же день собор направил королевским послам ответ: «… Заявляем, что охотно приступим к соединению с римским костёлом, когда согласится на то вся Восточная церковь и особенно патриархи, когда для этого избраны будут законные пути и приняты надлежащие меры, когда согласованы будут основательно все разности в догматах и обрядах между Восточной и Западной церковью, когда, таким образом, проложен будет путь к прочному и неразрывному их соединению».
День 9 октября был последним, решающим днём собора и на униатской, и на православной стороне. Королевские послы сообщили униатскому собору, что переговоры с православными ни к чему не привели. Архиереи и архимандриты облачились в богослужебные ризы и пошли крестным ходом в храм св. Николая. Там Герман, епископ Полоцкий, зачитал заранее заготовленный текст декларации унии «всем на вечную память». Β декларации заявлялось, что русские епископы признали главенство папы, что они направляли своих братьев в Рим, и те от их имени дали клятву на верность римскому престолу. Теперь они собственноручно и за своими печатями вновь приемлют данное обязательство и вручают свою волю папским легатам. Πосле этого католические и униатские епископы вместе отправились в католический храм для пения «Te Deum». После молебна было произнесено отлучение от церкви на Гедеона (Балабана) епископа Львовского, Михаила (Копыстенского) епископа Перемышльского, на Киево-Печерского архимандрита Никифора Тура, всего на девять архимандритов и шестнадцать протопопов поимённо и в общей форме на всё духовенство, не принявшее унии. На следующий день это отлучение было обнародовано, а королю была направлена просьба: на место отлучённых назначить всюду лиц, принявших унию.
На православном соборе 9 октября под председательством Никифора состоялся суд над митрополитом и епископами-отступниками за то, что они нарушили архиерейскую клятву верности патриарху и православной вере, пренебрегли правами Константинопольского патриарха в его пределах по постановлению древних соборов, самовольно, без участия патриарха и вселенского собора, дерзнули решить вопрос ο соединении церквей и, наконец, пренебрегли троекратным вызовом их на объяснение пред патриаршими экзархами и собором. После признания всех обвинений доказанными, экзарх Никифор от лица собора объявил епископов-отступников лишёнными священного сана. Участники собора из числа мирян дали торжественный обет не повиноваться епископам-униатам.

## Реакция и последствия
Решения униатского собора были утверждены на государственном уровне королевским универсалом от 15 октября 1596 года, которым были отлучены от церкви два оставшихся в православии епископа — львовский Гедеон и перемышльский Михаил. В ответ православные, выбирая делегатов на Варшавский сейм 1597 года, дали им поручение выдвинуть, при поддержке протестантов, встречное требование ο лишении мест архиереев, принявших унию. Так было положено начало двухвековой борьбе православных, в союзе с другими диссидентами Речи Посполитой, за свободу своего вероисповедания. Борьба эта была трудной и не рассчитанной на успех, поскольку решения в сейме, согласно конституционному закону, принимались лишь в случае единогласного одобрения всем депутатским корпусом в 300 человек. В вопросах вероисповедания такое единодушие никогда не могло быть достигнуто, поэтому всё оставалось по-старому, но, с другой стороны, это давало возможность диссидентам срывать предложения партии католиков.
К противникам унии с Римом в то время принадлежало очевидное большинство и священнослужителей, и паствы. Однако государственная власть взяла инициаторов унии под свою защиту и впоследствии сыграла важную роль в обострении конфликта вокруг заключения унии, который первоначально имел лишь внутриобщинный характер и касался лишь религиозной жизни православных Киевской митрополии. В декабре 1596 года король Сигизмунд III потребовал от своих подданных не признавать Гедеона (Балабана) и Михаила (Копыстенского) епископами и избегать общения с ними, а всем представителям власти на местах было предписано преследовать тех, кто будет выступать против унии. В начале 1597 года председательствовавший на православном соборе экзарх Никифор был обвинён в шпионаже в пользу Турции и в пользу Москвы, осуждён и заключён в Мариенбургскую крепость, где вскоре умер от голода. Кириллу Лукарису — второму патриаршему экзарху, участвовавшему в работе православного собора, — к счастью, удалось спастись бегством.
В дальнейшем государственная власть последовательно исходила из того, что единственной законной Церковью для православного населения Речи Посполитой является униатская, и для достижения этой цели не останавливалась ни перед какими мерами давления и принуждения: храмы, в которых служили священники, не принявшие унии, закрывались, сами священники лишались приходов, а богослужения разрешалось проводить лишь священникам-униатам. Православные мещане не допускались в состав городских магистратов, а ремесленники исключались из цехов. Униатское духовенство активно побуждало власть к проведению такой политики, а католическая церковь поддерживала её своим духовным авторитетом.
Вмешательство государственной власти привело к тому, что религиозный конфликт стал приобретать характер политического столкновения между государством и православным населением Речи Посполитой, которое воспринимало действия власти как посягательство на традиционное право свободно исповедовать свою религию. Православное духовенство и дворянство пытались убедить правящие круги Речи Посполитой отказаться от такой политики, но безрезультатно — власть всё шире прибегала к мерам принуждения и всё чаще сталкивалась с вооружённым сопротивлением православных, особенно казачества.
С 1597 года развернулась острая религиозная полемика, которую начал иезуит Пётр Скарга, опубликовавший на русском и польском языках книгу «Synod Brzeski i iego obrona».
Не находя поддержки у правительства, православные заключили в 1599 году союз с протестантами с целью противодействовать католикам и униатам. Против такого союза многие православные, например князь Курбский, решительно высказывались, находя его неудобным в религиозном отношении. В том же 1599 году умер первый униатский митрополит Михаил (Рогоза), человек вялый, уклончивый, нерешительный. Преемником ему был назначен Ипатий (Потий), полная противоположность Рогозе. Он энергично повёл дело распространения унии, тем более что на его стороне всецело была светская власть.
Ипатий вёл борьбу с православными епископами и монастырями, отнимал у них имения, лишал лиц духовных их мест и замещал их униатами. Не один раз он делал попытку завладеть Киево-Печерской лаврой, но это ему не удалось благодаря энергичному сопротивлению архимандрита Никифора Тура. Упорную борьбу вели православные с униатами и за право владения Киево-Софийским собором. Успешнее была деятельность Потия в Вильне. Главным врагом униатов являлось здесь Троицкое братство. Потий вытеснил его из Троицкого монастыря и вместо православного основал униатское братство, поставив во главе его своего деятельного помощника, архимандрита Иосифа Вельямина Рутского — воспитанника иезуитов. Православное Троицкое братство переселилось в Святодуховский монастырь. В 1609 году все церкви в Вильне, за исключением церкви Св. Духа, были отобраны в унию. Раздражение против Потия росло, и один из жителей Вильны предпринял покушение на его жизнь. Митрополит остался в живых, потеряв только два пальца на руке.
Умный и сознательный творец и вождь унии, митрополит Ипатий вполне разделял взгляды правительства на то, что для Польши достигнутая церковная уния есть только переходный этап. Идеал — не сохранение восточного стиля унии, а скорейшая латинизация, чтобы «хлопская вера» поскорее трансформировалась в «веру господскую», уподобилась католицизму и растворилась в нём. Для этого Ипатий поставил целью создание и организацию мощного органа перевоспитания старого духовенства. Копируя методы, оправдавшие себя победой над Реформацией (создание ордена иезуитов), он также создал в униатской церкви специальный орден, поручив ему воспитание нового униатского пастырства. Главным монастырём Базилианского ордена стал Виленский Троицкий монастырь, которому были подчинены все другие захваченные в унию русские монастыри. Орден возглавил протоархимандрит Иосиф Вельямин Рутский. Базилиане подчинялись непосредственно особому прокуратору в Риме, состоящему в Римской курии. Для усиления Базилианского ордена в него направлялись католики, даже иезуиты.
После смерти Ипатия Потия (1613) четверть века униатскую церковь возглавлял митрополит Иосиф Вельямин Рутский. Именно Ипатий и Иосиф духовно сформировали и укрепили организм униатской церкви. Иосиф Рутский материально усилил, обогатил базилиан землями, отнятыми у православных монастырей и церквей. При нём в церквях стали уничтожать иконостасы, заводить органы. В 1617 году митрополит И. Рутский созвал конгрегацию униатского монашества. Главной задачей базилиан было объявлено школьное воспитание униатской паствы, и в первую очередь — поднятие образовательного уровня самих базилиан. По соглашению с папским центром, для этой цели выделялись стипендии в католических семинариях Вильны, Праги, Вены и Рима. Ещё одно постановление конгрегации сводилось в сущности к передаче ордену верховной власти, принадлежавшей русским униатским епископам. С тех пор митрополит не имел права назначать себе викария в качестве преемника без согласия ордена. При И. Рутском в базилианский орден влилось множество католиков, занимавшихся обучением многочисленной униатской молодёжи.
Во главе православной церкви в Речи Посполитой после унии остались лишь два епископа: львовский Гедеон (Балабан) и перемышльский Михаил (Копыстенский). Первый дожил до 1607 года, а второй до 1612 года. Им приходилось полутайно рукополагать в священники, пытаясь удержать все места и церкви, которые ещё не были захвачены униатами. С их смертью долгое время отсутствовала возможность законным путём произвести какое бы то ни было епископское назначение из числа иерархов Восточной церкви. Численность православных священников неуклонно падала. Православным было безопаснее обращаться за совершением таинств к униатским священникам, а желающим стать православными священниками — покидать страну и получать посты в Валахии и Молдавии. Печальное положение православной церкви в Литве изобразил учитель Виленской братской школы Мелетий Смотрицкий в своём сочинении «Фринос, или Плач церкви восточной», напечатанном в 1610 году. После этого Сигизмунд III запретил печатать в виленской типографии книги, возбуждающие бунт против власти; экземпляры «Фриноса» были изъяты и сожжены.
Со смертью князя Константина Острожского (1608) православие лишилось сильных защитников в Речи Посполитой, пока постепенно эту функцию не взяло на себя казачество. Гетман Конашевич-Сагайдачный до самой своей смерти (1622) сдерживал фанатизм католической власти, тем более что она нуждалась в его помощи для сохранения власти над юго-восточными днепровскими окраинами, для обороны от Турции и для войны с Московским государством, о чём поляки помышляли и по воцарении Михаила Фёдоровича Романова. Гетман Конашевич-Сагайдачный гарантировал правительству верность казачьей службы на условии вероисповедной свободы для православия в границах его специальной власти, — на Киевщине.
В октябре 1620 года Иерусалимский Патриарх Феофан III, прибывший в Киев при поддержке гетмана Конашевича-Сагайдачного и Войска Запорожского, гарантировавших ему защиту и свободу, рукоположил игумена Михайловского монастыря Иова Борецкого на митрополита Киевского и назначил шесть епископов на все вакантные кафедры православной Киевской митрополии. В частности, Мелетий Смотрицкий стал архиепископом Полоцким, Исаия Копинский — епископом Перемышльским, были назначены епископы во Владимир-Волынский, Луцк, Перемышль и Холм. Львовская кафедра оставлена за Иеремией Тиссаровским как тайно православным. На Украине была таким образом восстановлена православная иерархия, хотя прошло немало времени, пока православный епископат был признан польскими властями.
Король Сигизмунд III объявил патриарха Феофана самозванцем и турецким шпионом, а поставленных им православных иерархов — незаконными и подлежащими аресту и суду. Со своей стороны, митрополит униатской церкви И. Рутский анафематствовал новопоставленных православных иерархов как лжеепископов. Униатские епископы, сидевшие на их кафедрах, объявили, что не пустят их в свои города. Сам папа прислал королю указания, чтобы тот «подверг русских лжеепископов, возбуждающих мятежи, заслуженной каре». В этой ситуации лишь митрополит Иов (1620—1631) мог открыто жить в Киеве, под защитой казачества. В 1621 году он даже созвал здесь собор для выработки мер к укреплению жизненных сил православия. Другие епископы были вынуждены жить тайно в разных монастырях и управлять делами своих епархий издали. В поддержку решений собора казачество отказалось воевать с Турцией, если правительство не признает православной иерархии. Уже в 1623 году на очередном генеральном сейме православные добились прекращения открытых гонений на православие и формальной отмены враждебных православию декретов, ссылок, имущественных захватов. Облегчению положения православных помешали трагические события в Витебске — убийство униатского Полоцкого епископа Иосафата Кунцевича.
Иосафат был епископом в том же Полоцке, в который в 1620 году был поставлен православный епископ Мелетий Смотрицкий. Многие из полоцких приходов заявили себя православными и признали своим иерархом Мелетия. Иосафат со своими приверженцами организовал погромы православных дворов. Сам униатский митрополит Иосиф Рутский и королевский канцлер Лев Сапега пытались его образумить, но тщетно. Осенью 1623 года Иосафат при посещении Витебска изгнал православных из всех церквей и даже разгромил временные места для православных богослужений за городом. Эти действия вызвали яростную ответную реакцию — собравшаяся толпа набросилась на Иосафата, лично руководившего погромом, растерзала его и сбросила труп в Двину. Папа Урбан VIII специальным посланием призвал к отмщению. Около десяти горожан были казнены, Витебск был лишён Магдебургского права, повсеместно было запрещено не только строить новые, но и ремонтировать существующие православные церкви. Мелетий Смотрицкий спасся бегством в Киев, а оттуда — за границу. И хотя казачье войско заявило, что не допустит объявленного закрытия всех православных церквей, надежды на легализацию православия не сбылись. В этой атмосфере безнадёжности митрополит Иов в 1625 году отправил в Москву предложение — присоединить Малороссию к Московскому государству. Однако слабое после Смуты правительство царя Михаила Фёдоровича Романова не решилось на этот шаг, явно грозивший новой войной с Польшей. Под влиянием гонений на православную церковь снова появилась мысль о соглашении православия с униатством; хотели создать, между прочим, общего патриарха. Митрополит Иов и другие епископы допускали возможность только такого соглашения, при котором целость православной церкви не была бы нарушена. Для людей более практических такое соглашение казалось немыслимым, и они, взвесив свои выгоды, переходили из православия в униатство. Особенно сильное впечатление произвело принятие униатского исповедания Мелетием Смотрицким.
Только 14 марта 1633 года избранный в 1632 году после смерти Сигизмунда король Владислав IV признал легальное существование Киевской православной митрополии и четырёх епархий, которые до того времени существовали явочным порядком (Львов, Луцк, Перемышль и Мстиславль). Им была предоставлена полная свобода веры; утверждались права братств, школ и типографий, возвращались некоторые церкви и монастыри. Эти решения, однако, вызвали мощную оппозицию со стороны католиков и униатов, и осуществлять их на практике было чрезвычайно трудно. Униаты не хотели возвращать лучшие церкви и монастыри; униатские епископы не уступали свои места православным. Правительство не было в состоянии сдерживать ни нападения католиков и униатов на православные монастыри, ни повседневное насилие по отношению к православным. Особенно частыми стали злоупотребления правом патроната, доходившие до того, что церкви сдавались в аренду евреям, а те требовали платы за каждое богослужение.
Центром борьбы за православие и против униатов стала Малороссия. На киевскую кафедру, которую занимал престарелый митрополит Исайя, король назначил нового митрополита. Им стал Пётр Могила.
Тем временем преследование православных в Юго-Западной Руси продолжалось. По мере того как западнорусская православная знать ради карьеры и благополучия принимала католичество, а часть её владений вообще перешла в руки польской католической знати, на религиозно-политический конфликт наложился конфликт национальный, что вылилось в восстание Хмельницкого, вследствие которого Польша лишилась Левобережной Украины. Однако на территориях, оставшихся в Речи Посполитой — на Правобережной Украине, в Белоруссии и Литве — давление и правовая дискриминация православных (так называемый диссидентский вопрос) продолжались и век спустя. Когда уже ослабленная Речь Посполитая была разделена, России достались территории полностью униатские.

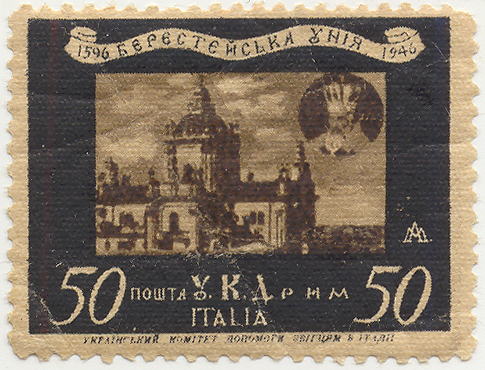
Почтовая марка «350 лет Брестской унии»

В некоторых регионах, в основном в Подолье, благодаря так называемой «миссии Садковского», вернулось в православие более 2300 храмов. Однако в остальных районах, особенно в Белоруссии и на Волыни, уния пустила глубокие корни, а после издания Екатериной II декрета о свободе религии, а также в связи с тем фактом, что украинцы и белорусы были в основном крепостными польских магнатов, о переходе назад в православие не было и речи.
В 1833 году перешла в православие Почаевская лавра, а в феврале 1839 года под руководством Иосифа Семашко состоялся Полоцкий собор, на котором было принято решение о воссоединении униатов с Российской православной церковью.
После подавления польского восстания 1863 года были ликвидированы грекокатолические приходы Холмщины, попытки сопротивления пресекались репрессиями, некоторые из замученных за отказ перейти в православие грекокатоликов были впоследствии канонизированы Католической церковью (Пратулинские мученики).
В СССР униаты преследовались: их церковь была запрещена весной 1946 года в соответствии с решениями Львовского Собора, объявившего об упразднении Брестской унии, храмы были переданы епархиям Московского Патриархата.
С 1990 года на западе Украины начался процесс возрождения Греко-католической церкви и возврат храмов, отобранных у грекокатоликов в 1946 году.